# Xã Amaqua, Quận Boone, Iowa
Xã Amaqua (tiếng Anh: Amaqua Township) là một xã thuộc quận Boone, tiểu bang Iowa, Hoa Kỳ. Năm 2010, dân số của xã này là 241 người.